# 佐賀星生学園
佐賀星生学園（さがほっしょうがくえん）は佐賀県佐賀市にある高等専修学校（専修学校高等課程を持つ専修学校）。大学入学資格付与指定校。また、通信制高校の星槎国際高等学校とも連携する。設置者は学校法人星生学園。

## 概要
2010年8月16日、学校法人認可を受け、同年12月27日に学校設置認可を得て、学校が設立された。
2022年3月30日、佐賀市鍋島町森田に建設した新校舎の落成式を行い、校舎を移転した。

## 教育

### 教育理念・方針 等

#### 教育理念
個人の自立のないところに社会における自立はないことを念頭におき、弾力のある人間性を育成する「教育のユニバーサルデザイン化」を構築する。

#### 教育方針
- 教育を受ける側に立って構築された学校の実現に向け、創意と工夫により絶えず進化を促す。
- 教師がチームとして、生徒一人ひとりの目標達成を図り、生徒間のつながりを育てる。
- 能力より意欲を高める教育を確立する。

#### 経営方針
教育理念や教育方針の明確な方向性のもとに環境、条件を整備し、地域社会と協働して学校経営に取り組む。

#### その他
望ましい未来や解決の姿をイメージする「解決の構築」を教育の理想として掲げ、それを実践するという教育理念。

### チャレンジワーク活動
佐賀星生学園では授業の一環としてチャレンジワーク活動を生徒に選択させている。内容としては歌、ダンス、演劇、手話、ハンドベル、デザイン、クラフト、創作がある。
その中でもハンドベルでは年間8回程度の演奏会を開き、佐賀市内の病院や市の祭りさがんなかまつりなどで発表している。